# السويهلة
السويهلة هي قرية وجماعة قروية تقع في عمالة مراكش بجهة مراكش آسفي، المغرب، وبلغ عدد سكانها 28.164 نسمة حسب الإحصاء العام للسكان والسكنى لسنة 2014.